# Kąty Grodziskie
Kąty Grodziskie – część miasta, a także osiedle i nazwa ulicy na warszawskiej Białołęce. Sąsiaduje z osiedlami: Mańki-Wojdy, Augustów, Grodzisk i Brzeziny.
Poprzednio Kąty Grodziskie były podwarszawską wsią, która została przyłączona wraz z innymi sąsiadującymi wsiami do Warszawy w 1977 roku.
W latach 1954–1972 wieś należała i była siedzibą władz gromady Kąty Grodziskie.